# 朱致楹
长阳悼庄王朱致楹（16世纪—1564年），明朝长阳恭裕王朱宠游的庶次子，追封长阳王。
嘉靖三十六年（1557年）封长阳长子。四十三年（1564年）卒。朱宠游死后，朱致楹庶长子朱宪焕袭封长阳王，万历四年（1576年）七月，朱致楹被追封为长阳悼庄王。